# Burdukowo (rejon ust-kubiński)
Burdukowo (ros. Бурдуково) – wieś w Rosji, w rejonie ust-kubińskim obwodu wołogodzkiego. W 2010 r. liczyła 3 mieszkańców.